# El Kennar Nouchfi
El Kennar Nouchfi è un comune dell'Algeria, situato nella provincia di Jijel.